# 163 Erigone
163 Erigone è un asteroide del sistema solare. Scoperto nel 1876, presenta un'orbita caratterizzata da un semiasse maggiore pari a 2,3674939 UA e da un'eccentricità di 0,1903071, inclinata di 4,80578° rispetto all'eclittica.
Il suo nome è dedicato ad una delle due Erigone della mitologia greca.
Stanti i suoi parametri orbitali, è considerato il prototipo della famiglia Erigone di asteroidi.

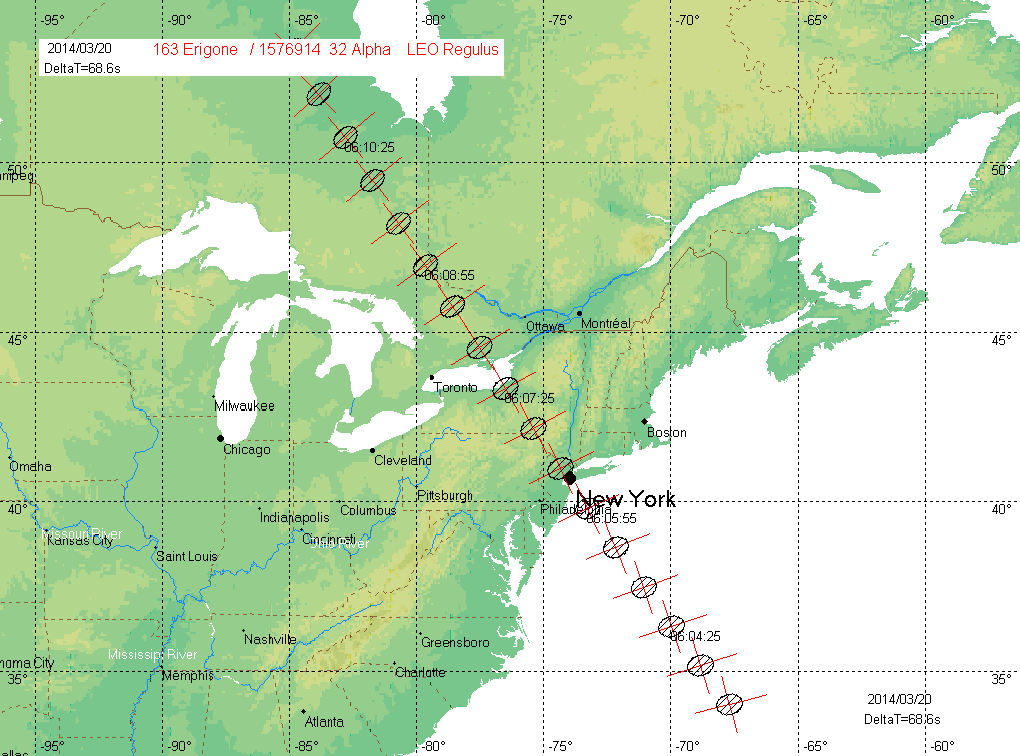
Fascia di visibilità dell'occultazione della stella Regolo il 20 marzo 2014 da parte del pianetino 163 Erigone